# مارکوس سانچس (بازیکن بسکتبال)
مارکوس سانچس (اسپانیایی: Marcos Sánchez‎؛ ۱۹۲۴ – ۳۱ ژانویهٔ ۲۰۰۵) بازیکن بسکتبال اهل شیلی بود. وی در بازی‌های المپیک تابستانی ۱۹۴۸ شرکت کرده‌است.